# Каринола
Карѝнола (на италиански: Carinola) е градче и община в Южна Италия, провинция Казерта, регион Кампания. Разположено е на 71 m надморска височина. Населението на общината е 8287 души (към 2010 г.).